# 普拉尼鄉
44°22′N 25°24′E / 44.367°N 25.400°E
普拉尼鄉（羅馬尼亞語：Comuna Purani, Teleorman），是羅馬尼亞的鄉份，位於該國南部，由特列奧爾曼縣負責管轄，面積20平方公里，海拔高度112米，2007年人口1,716，人口密度每平方公里86人。